# Tomaž Rožanec
Tomaž Rožanec, slovenski harmonikar.
Tomaž Rožanec je diplomant akademije za glasbo »Franz Liszt« Weimar, Nemčija. Izpopolnjeval se je pri različnih pedagogih in koncertnih mojstrih, kot so Stefan Hussong, Matti Ranttanen, Margit Kern, Hugo Noth in drugi. Je dobitnik zlatega priznanja in srebrne plakete na območnem in republiškem tekmovanju mladih glasbenikov Slovenije v igranju na koncertno harmoniko. V času študija je bil štipendist Zoisovega sklada in prav tako štipendist nemške fundacije »DAAD« za izredne talente.
Poleg klasične glasbe se v zadnjem času ukvarja predvsem z etno glasbo, sodeluje z  drugimi glasbeniki (Gal Gjurin, Murat in Jose, Neisha, Zaklonišče prepeva, Ethnodelija, Judith Roessler, Peter Direnbek, Miha Debevec, Lojze Kranjčan, Darja Švajger...), se ukvarja s teatrom in od leta 2009 poučuje na Glasbeni šoli Trebnje. Je ustanovni član projekta Spopad harmonik, skupaj z Miho Debevcem, večkratnim svetovnim prvakom na diatonični harmoniki.